# Gerichtsbezirk Marschendorf
Der Gerichtsbezirk Marschendorf (tschechisch: soudní okres Horní Maršov) war ein dem Bezirksgericht Marschendorf unterstehender Gerichtsbezirk im Kronland Böhmen. Er umfasste Gebiete im Norden Böhmens. Zentrum und Gerichtssitz des Gerichtsbezirks war die Stadt Marschendorf (Horní Maršov). Das Gebiet gehörte seit 1918 zur neu gegründeten Tschechoslowakei und ist seit 1993 Teil der Tschechischen Republik.

## Geschichte
Die ursprüngliche Patrimonialgerichtsbarkeit wurde im Kaisertum Österreich nach den Revolutionsjahren 1848/49 aufgehoben. An ihre Stelle traten die Bezirks-, Landes- und Oberlandesgerichte, die nach den Grundzügen des Justizministers geplant und deren Schaffung am 6. Juli 1849 von Kaiser Franz Joseph I. genehmigt wurde. Der Gerichtsbezirk Marschendorf gehörte zunächst zum Kreis Jičín und umfasste 1854 die 20 Katastralgemeinden Dörrengrund, Dunkelthal, Freiheit, Glasendorf, Großaupa I, Großaupa II, Großaupa III, Johannisbrunn, Marschendorf I, Marschendorf II, Marschendorf III, Marschendorf IV, Niederalbendorf, Niederkleinaupa, Niederkolbendorf, Oberalbendorf, Oberkleinlaupa, Oberkolbendorf, Rehorn und Schwarzenberg. Der Gerichtsbezirk Marschendorf bildete im Zuge der Trennung der politischen von der judikativen Verwaltung ab 1868 gemeinsam mit den Gerichtsbezirken Trautenau (Trutnov) und Schatzlar (Žacléř) den Bezirk Trautenau.
Im Gerichtsbezirk Marschendorf lebten 1869 9.577 Menschen 1900 waren es 10.542 Personen. Der Gerichtsbezirk Marschendorf wies 1910 eine Bevölkerung von 9.918 Personen auf, von denen 9.823 Deutsch und 21 Tschechisch als Umgangssprache angaben. Im Gerichtsbezirk lebten zudem 74 Anderssprachige oder Staatsfremde.
Durch die Grenzbestimmungen des am 10. September 1919 abgeschlossenen Vertrages von Saint-Germain kam  der Gerichtsbezirk Marschendorf vollständig zur neugegründeten Tschechoslowakei, wobei die Gerichtseinteilung bis 1938 im Wesentlichen bestehen blieb. Nach dem Münchner Abkommen wurde das Gebiet dem Landkreis Trautenau zugeschlagen. Nach dem Zweiten Weltkrieg gehörte das Gebiet zum Okres Trutnov, dessen Behörden jedoch im Zuge einer Verwaltungsreform 2003 ihre Verwaltungskompetenzen verloren. Diese werden seitdem von den Gemeinden bzw. dem Královéhradecký kraj, zudem das Gebiet um Marschendorf seit Beginn des 21. Jahrhunderts gehört, wahrgenommen.

## Gerichtssprengel
Der Gerichtssprengel umfasste Ende 1914 die 20 Gemeinden Dörrengrund (Suchý Důl), Dunkelthal (Temný Důl), Freiheit (Svoboda), Glasendorf (Sklenářovice), Großaupa I (Velká Úpa I), Großaupa II (Velká Úpa II), Großaupa III (Velká Úpa III), Johannisbad (Janské Lázně), Marschendorf I (Horní Maršov I), Marschendorf II (Horní Maršov III), Marschendorf III (Horní Maršov III), Marschendorf IV (Horní Maršov IV), Niederalbendorf (Dolní Albeřice), Niederkleinaupa (Dolní Malá Úpa), Niederkolbendorf (Dolní Lysečiny), Oberalbendorf (Horní Albeřice), Oberkleinlaupa (Horní Malá Úpa), Oberkolbendorf (Horní Lysečiny), Rehorn (Rýchory) und Schwarzenberg (Černá Hora).